# Agwo Facula
L'Agwo Facula è una struttura geologica della superficie di Mercurio.